# Ononis ornithopodioides
Ononis ornithopodioides är en ärtväxtart som beskrevs av Carl von Linné. Ononis ornithopodioides ingår i släktet puktörnen, och familjen ärtväxter. Inga underarter finns listade i Catalogue of Life.